# ProSpecieRara

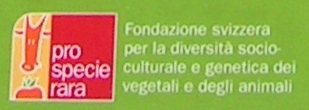

ProSpecieRara è una fondazione svizzera senza scopo di lucro fondata a San Gallo nel 1982. Lo scopo della fondazione è di preservare e promuovere la diversità genetica della fauna e della flora. In particolare, la fondazione si occupa di proteggere dall'estinzione le razze animali e le varietà vegetali coltivate legate alle tradizioni locali. 
Le numerose varietà di colture tradizionali e di animali da fattoria sono state gradualmente sostituite durante il 20. secolo da varietà standard più adatte alla moderna agricoltura intensiva. Con la convenzione sulla biodiversità del 1992, la Svizzera si è impegnata a preservare la diversità delle specie animali e vegetali. Le attività della Fondazione ProSpecieRara sono in linea con questo obbligo e sono in parte supportate dal governo federale. 
Le attività della fondazione sono: 
- Supporto e promozione dell'allevamento e della coltivazione di varietà tradizionali (diffondendo le conoscenze agricole pertinenti, mettendo a disposizione i semi e favorendo il contatto tra allevatori).
- Promuovere la pubblicizzazione per i consumatori (anche con un marchio ProSpecieRara")
- Conservazione e diffusione delle conoscenze sulle varietà tradizionali
- Lobbismo politico

La rete di conservazione coinvolge circa 2.000 persone, le quali si impegnano ad allevare le razze animali tradizionali, moltiplicano i semi o si prendono cura delle piante perenni. La fondazione pubblica la rivista «rara» quattro volte l'anno e nonché vari libri specialistici. Coop è sponsor e partner dal 1999. 
Nel 2020, ProSpecieRara ha assicurato, tra le altre cose, la sopravvivenza di 1911 varietà di piante da frutto, 537 varietà di bacche, 131 varietà di viti, 29 varietà di salici, 1580 varietà di piante da giardino e seminativi (inclusi 244 varietà di fagioli e 182 di pomodori) nonché 839 varietà di piante ornamentali. Inoltre ProSpecieRara ha partecipato alla conservazione di 32 razze animali da fattoria.
La sede della fondazione è situata a Basilea. ProSpecieRara gestisce un orto espositivo e di propagazione presso il Castello di Wildegg e dal 2019 possiede anche un piccolo vivaio ai piedi della collina del castello.